# Griffith Institute
Das Griffith Institute ist eine auf dem Ashmolean Museum fußende Einrichtung, die der Universität von Oxford im Bereiche der Ägyptologie angehört. Das Institut ist nach dem Ägyptologen Francis Llewellyn Griffith benannt worden, der Spenden in die Einrichtung fließen ließ. Das Griffith Institute wurde am 21. Januar 1939 eröffnet und verfügte schon damals über eine eigenständige Verwaltung. 
Das Institut umfasst ein wichtiges und einzigartiges Archiv für Ägyptologie. Es werden Kopien von Inschriften, Zeichnungen und Wasserzeichnungen, alten Negativen, Fotografien und Druckwerken aufbewahrt. Außerdem verfügt die Einrichtung über Texte von Alan H. Gardiner und Jaroslav Černý und Aufnahmen Howard Carters im Rahmen von dessen Ausgrabungen 1922. Auch die Aufzeichnungen der Nubienexpedition von Sir Henry Wellcome lagern in diesen Archiven. 
Das Griffith Institute veröffentlicht in regelmäßigen Abständen die Topographical Bibliography of Ancient Egyptian Hieroglyphic Texts, Reliefs and Paintings und zeichnet auch verantwortlich für wichtige Publikationen wie etwa die Egyptian Grammar von Gardiner und Faulkners A Concise Dictionary of Middle Egyptian. 
Darüber hinaus verwaltet die Einrichtung die A. H. Gardiner Travel Scholarship in Egyptology, die sich zum Ziel gesetzt hat, die Freundschaft zwischen britischen Ägyptologen und dem Staat Ägypten zu verbessern.